# 今幡西衛 (二代目)
今幡 西衛（いまはた にしえ、1870年11月19日（明治3年10月26日）– 1952年（昭和27年）3月16日）は、高知県出身の自由民権運動家。自由党員、実業家、作家。

## 来歴

### 生い立ち
1870年11月19日（明治3年10月26日）、竹村九十九（つくも）の次男として高知県幡多郡中村町（現 高知県四万十市）に生まれる。のち今幡西衛（初代）の養子となり、その名を襲う。
1890年（明治23年）、自由党に入党して林有造、片岡健吉らに連れられ上京。代議士・三崎亀之助の書生となる。
1893年（明治26年）、中央大学を卒業。
竹内鉱業株式会社に入社して、北海道夕張炭鉱の取締役支配人となる。
1915年（大正4年）3月、竹内明太郎が立憲政友会の推薦を受けて、衆議院議員選挙（第12回）に立候補すると、故郷高知県に戻って選挙活動に奔走した。のち、岩城炭鉱の常務取締役などを歴任。

### 『自由党異変』上演の取りやめに奔走

今幡西衛の尽力により建てられた京都円山公園 坂本龍馬（左）と中岡慎太郎（右）の銅像(写真は戦後再建された2代目の像)

1925年（大正14年）10月、旧恩ある板垣退助の後継者・板垣守正による戯曲『自由党異変』に対し、その内容が板垣退助の事跡や自由党を冒瀆し、かつ史実ともかけ離れたものであったため憂慮し、旧自由党の知己・西内正基や板垣家親族らと共に板垣守正説得と上演の取りやめの活動に奔走した。

### 板垣退助の伝記編纂を支援
翌1926年（大正15年）6月12日板垣家の家督を板垣守正から弟板垣正貫に譲らせた。この頃より、板垣退助の詳細な伝記を編纂して後世に残さんことを志て、中野寅次郎、谷泉、西内正基、坂本志魯雄らと相談し、退助の書生であった宇田滄溟を激励し、月々の生活費を援助して執筆にあたらせた。

### 板垣守正の長男を養育
1926年（大正15年/昭和元年）10月1日に誕生した、板垣守正の男児・板垣正を養育。1930年（昭和5年）1月26日、今幡西衛が媒酌人となって、尾崎卓爾の兄・尾崎旦との養子縁組を成す。翌1931年（昭和6年）尾崎旦が体調を崩し、尾崎家が東京芝区三田の屋敷から奈半利へ帰郷した際も正を預かり養育した。

### 坂本龍馬の伝記を執筆
1927年（昭和2年）、「坂本中岡両先生銅像建設会」を立ち上げて、銅像建設資金を得るため、自ら『雋傑坂本先生伝』を執筆した。

### 坂本龍馬・中岡慎太郎の銅像建立に尽力
その後、「坂本龍馬・中岡慎太郎両先生銅像建設会」理事として奔走し1934年（昭和9年）1月、竣工された。現在京都の円山公園に建つ坂本龍馬・中岡慎太郎の銅像は今幡西衛の尽力によるものである。

## 補註